# Cole Porter
Cole Albert Porter (9. června 1891 Peru, Indiana – 15. října 1964 Santa Monica, Kalifornie) byl americký hudební skladatel a textař. Napsal hudbu k více než dvaceti divadelním hrám a muzikálovým komediím jako například: Kiss Me, Kate, Fifty Million Frenchmen, DuBarry Was a Lady a Anything Goes. Mezi jeho nejznámější písně patří Night and Day, What Is This Thing Called Love?, Love for Sale, Begin the Beguine nebo I've Got You Under My Skin. Řada písní z jeho tvorby obsahuje sofistikovanou poetiku plnou milostných podtextů a humorných témat a slovních hříček. Jeho hudebním poznávacím znamením byly lehce  jazzově zabarvené rytmy, melodicky bohaté. Stal se již za svého života jedním z nejpilnějších autorů, kteří jsou zařazeni do sborníku Great American Songbook. Stal se jedním z mála autorů z proslulé hudební uličky Tin Pan Alley, kteří tvořili zároveň hudbu i texty svých písní.

## Život

### Studium
Narodil se ve velmi bohaté rodině, jeho dědeček vlastnil uhelné doly a patřil mezi nejbohatší muže v Indianě. Na jeho přání studoval od roku 1905 práva na akademii ve Worcesteru a v roce 1909 nastoupil na  Yaleovu univerzitu. Současně se věnoval své velké zálibě, hudbě. Hudební talent prokazoval už jako dítě, od šesti let se učil na housle, od osmi na klavír.  Už během studia napsal více než 300 písní a několik hudebních komedií pro studentský dramatický kroužek. Roku 1913 získal bakalářský titul a posléze pokračoval  na Harvardově univerzitě. Po roce studium práv opustil a přešel na hudební fakultu, kde studoval hudební teorii a skladbu.   Po studiích, v roce 1916 se pokusil prorazit na Broadway se silně vlasteneckou revuí See America First. Byl to však propadák (pouhých 15 repríz), a tak raději odjel z Ameriky do Paříže. 

### Paříž
Během první světové války sloužil ve francouzské cizinecké legii.  V roce 1919 se v Paříži oženil, ačkoli se jinak netajil se svou homosexualitou. Vzal si  Lindu Lee Thomasovou, bohatou rozvedenou Američanku, se kterou sdíleli společné zájmy. Vedli nákladný a rušný společenský život, střídavě v Paříži, na Riviéře a Benátkách.  Porter pokračoval ve studiu hudby a povzbuzován svou ženou skládal  písně pro britské a americké muzikálové scény. V roce 1923 složil ve spolupráci s Geraldem Murphym  krátký balet Within the Quota, jednu z prvních skladeb symfonického jazzu. Dílo v provedení populárního souboru Švédský balet (Ballets suédois) mělo kladnou odezvu u francouzské i americké kritiky. Většina Porterových písní však zapadla a  Porter uvažoval o konci kariéry. 

### Úspěch na Broadway

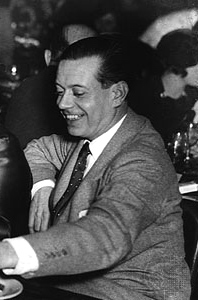
Cole Porter v roce 1934

Dobré styky jeho ženy a doporučení Irvinga Berlina mu posléze umožnily se na Broadway znovu vrátit, a to s revuí Paříž (1928). Objevilo se v ní 5 Porterových skladeb, mezi nimi Let's Do It, Let's Fall in Love. Tentokrát již uspěl, píseň se hrála i v rozhlase a do svého repertoáru ji zařadily mnohé orchestry. Byl to začátek spolupráce se známým londýnským producentem CB Cochranem, pro kterého Porter vytvořil několik revuí a muzikálů. Jedním z prvních byl muzikál Fifty Million Frenchmen (1929), který na Broadway dosáhl více než 250 repríz.
Ve 30. letech se stal úspěšným autorem muzikálů, k nejúspěšnějším patřil Gay Divorce (Veselý rozvod, 1932) s písní Noc a den (Night and Day). Ke svým písním psal i texty, většinou o lásce.  Roku 1934 napsal speciálně na tělo Ethel Mermanové jeden ze svých největších muzikálových hitů Anything Goes. Porterovy muzikály  si našly cestu i na filmové plátno, hrály a zpívaly se i v londýnských divadelních scénách. 

### Těžká nehoda a další kariéra
V roce 1937 spadl z koně a pochroumal si nohy tak nešťastně, že navzdory jednatřiceti operacím a dvouleté hospitalizaci skončil trvale upoután na invalidní vozík. V roce 1958 mu musela být jedna noha i amputována. Navzdory zdravotním komplikacím a chronickým bolestem však pracoval dál. V roce 1939 Porterova manželka prodala jejich dům v Paříži a koupila venkovský dům v horách  poblíž Williamstownu v Massachusetts. Porter strávil čas střídavě  v Hollywoodu, New Yorku a Williamstownu. 
Každoročně napsal nejméně jeden muzikál, který měl zpravidla i filmovou podobu.  Pro Hollywood  Porter občas něco napsal přímo, například vytvořil hudbu pro velmi úspěšný snímek Pirát s Genem Kellym a Judy Garlandovou v hlavních rolích. Spolupracoval také na natáčení filmu Noc a den (1946), který byl jeho zidealizovaným životopisem. Snímek s množstvím Porterových písní měl velký komerční úspěch a získal nominaci na Oscara za hudbu.

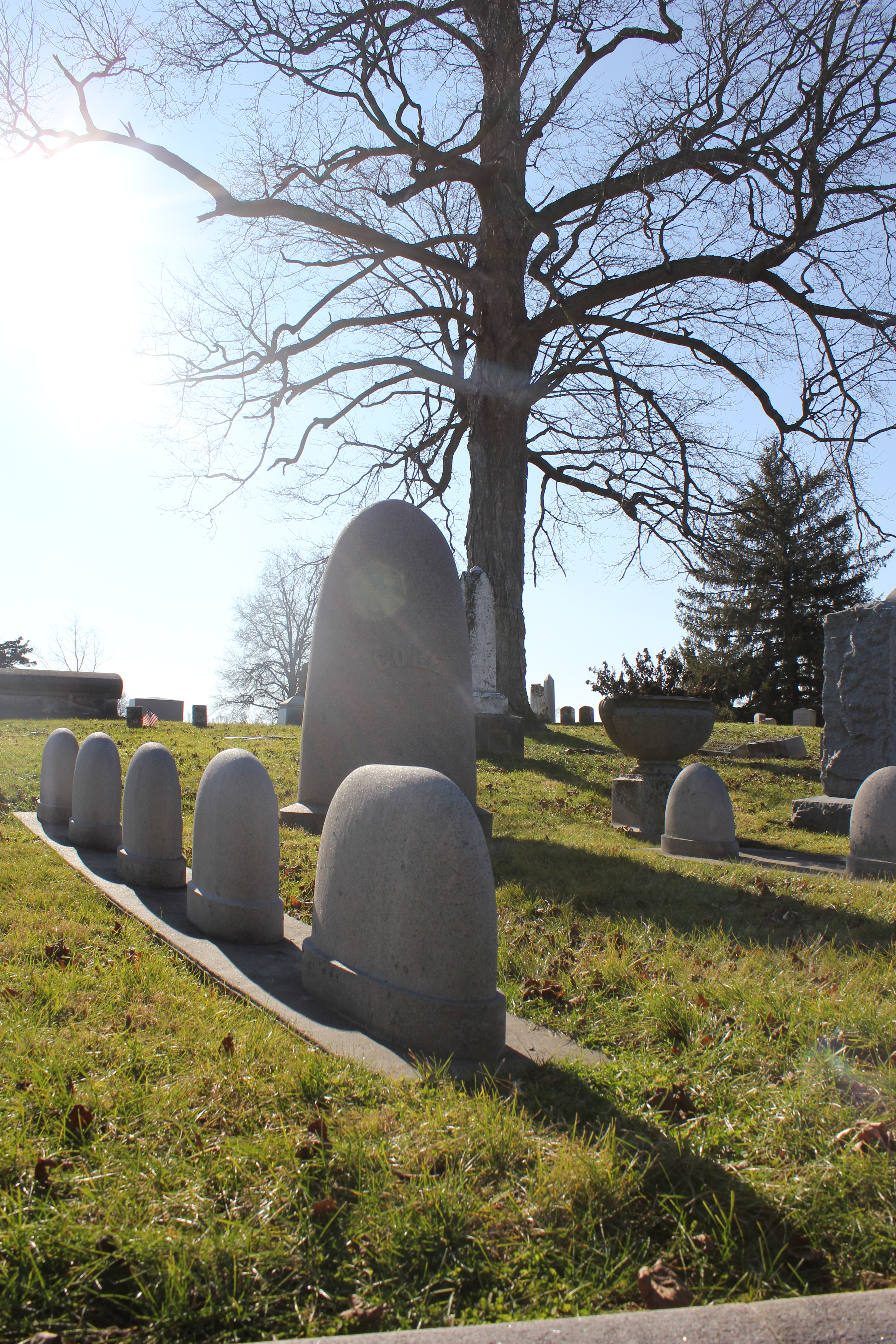
Hrob Cole Portera a jeho rodiny v Peru

V prosinci  1948 měl na Broadway premiéru muzikál Kiss Me, Kate! (Líbej mě, Katko!) na motivy Shakespearovy komedie Zkrocení zlé ženy. Porter na něm spolupracoval se scenáristy Bellou a Samem Spewackovými. Široká škála hudebních čísel, vysoká úroveň textů a zdařilé zpracování přispělo k mimořádnému úspěchu inscenace. V New Yorku se odehrálo 1077 představení, v Londýně téměř 500. Inscenace získala  cenu Tony za nejlepší muzikál (první Tony udělený v této kategorii) a Porter vyhrál jako nejlepší skladatel a textař. Roku 1953 byl natočen stejnojmenný  film. 
Úspěšné byly i jeho muzikály Can–can (Kankán) z roku 1952 a poslední původní inscenace na Broadway Silk Stokings (Hedvábné punčochy) z roku 1955. Napsal ještě několik skladeb pro film a televizi. 

### Poslední roky
Po smrti své ženy v roce 1954 a amputaci nohy v roce 1958 se takřka izoloval od světa v apartmá newyorského hotelu Waldorf Astoria. Vídal se pouze s důvěrnými přáteli. O víkendech často navštěvoval dům v Massachusetts,  přes léto pobýval v Kalifornii. Porter zemřel na selhání ledvin ve věku 73 let 15. října 1964 v Santa Monice v Kalifornii.  Je pohřben na hřbitově Mount Hope v rodném Peru v Indianě mezi svými příbuznými.

## Posmrtné uznání
- Porterovy písně se řadí k americké klasice a v repertoáru je mělo mnoho známých umělců. Alba s jeho písněmi nahráli například Ella Fitzgeraldová, Dionne Warwicková, Frank Sinatra, Judy Garlandová, Noa Levy či Gregory Porter.[8] V roce 2022 uspořádala česká mezzosopranistka Magdaléna Kožená  koncertní turné po Česku, na kterém zpívala Porterovy písně za doprovodu Ondřeje Havelky a jeho orchestru Melody Makers. [9]
- V květnu 2007 byla Porterovi věnována hvězda na hollywoodském chodníku slávy.
- V jeho rodném městě Peru v Indianě se koná každý rok v červnu  Cole Porter Festival [10]
- V roce 1991 vydala americká poštovní služba pamětní poštovní známku na počest stého výročí Porterova narození
- Porter je členem Americké divadelní síně slávy  a v roce 2012 byl zapsán do  Great American Songbook Hall of Fame[11]

- V roce 2014 byl Porter poctěn plaketou na Legacy Walk v Chicagu, která oslavuje úspěchy LGBT .[12]